# Gare du Nord
A Gare du Nord (Estação do Norte, em português) é uma estação de trem localizada em Paris, na França.
A estação é uma dos seis terminais da rede principal da SNCF em Paris. Ele possui conexões para várias linhas de transporte rápido urbano (Metrô de Paris e RER). Com cerca de 180 milhões de passageiros por ano, a Gare du Nord é a estação mais movimentada da Europa, a mais movimentada fora do Japão e a 24ª mais movimentada do mundo. A estação serve trens para o norte da França, bem como vários destinos internacionais para o Reino Unido, a Bélgica e os Países Baixos.

## Serviços ferroviários
Os TGV — sob a marca TGV inOui — servem a maioria das principais cidades da antiga região do Nord-Pas-de-Calais (principalmente Arras e Lille), fazendo as seguintes conexões:
- Paris-Nord – Arras – Lille-Europe – Calais-Fréthun – Boulogne-Ville – Étaples - Le Touquet – Rang-du-Fliers-Verton;
- Paris-Nord – Arras – Lille-Europe – Calais-Fréthun – Calais-Ville;
- Paris-Nord – Arras – Lille-Europe – Dunkerque;
- Paris-Nord – Arras – Lille-Flandres – Croix-Wasquehal – Roubaix – Tourcoing;
- Paris-Nord – Lille-Flandres (trens diretos);
- Paris-Nord – Arras – Lens – Béthune – Hazebrouck – Dunkerque;
- Paris-Nord – Arras – Douai – Valenciennes.

A estação faz conexão com o RER d'Île-de-France nas linhas RER B e RER D.
Além disso, a linha RER E na Estação de Magenta está diretamente ligada à Gare du Nord por dois acessos subterrâneos (um sob controle de bilhete e o outro fora de controle).

## Conexão com o Metrô
A estação faz integração com o Metropolitano de Paris através de uma estação homônima, localizada no subterrâneo.